# Vozvraščenie "Bronenosca"
Vozvraščenie 'Bronenosca' (Возвращение «Броненосца») è un film del 1996 diretto da Gennadij Ivanovič Poloka.

## Trama
Il film racconta di un uomo che fa molte cose divertenti, ad esempio, sposa una prostituta per rieducarla, sfida il mondo criminale e affronta il famoso Sergej Michajlovič Ėjzenštejn.